# 半总统制
半總統制，又稱為雙首長制，是共和制政體的一種，總統與總理、內閣共享政治權力，後兩者對國家立法機構負責。它與議會制共和政體的不同之處在於它有一個民選的國家元首，與總統制的不同之處在於內閣雖然由總統任命，但對立法機關負責，立法機關可以通過不信任動議迫使內閣辭職。
雖然魏瑪共和國和芬蘭（1919年至2000年間）是早期半總統制的典範；甚至1948年頒布實施之中華民國憲法早已仿效。，但“半總統制”（英語：semi-presidential）一詞於1959年在記者于贝尔·伯夫-梅里的一篇文章中首次被介紹，又由政治學家莫里斯·杜瓦杰在其論著中推廣，他們兩人都有意描述法蘭西第五共和國（成立於1958年）。

## 特徵
莫里斯·杜瓦杰對半總統制國家提出三項共同特徵：
1. 總統由人民直選產生；
2. 總統有一些特殊的行政權力；
3. 有一個獨立於總統外，向國會負責的內閣存在。

莫里斯·杜瓦杰對半總統制的最初定義是，總統必須通過選舉產生，擁有重大權力，並且任期固定。當前之定義僅聲明必須選舉國家元首，並且必須由依賴議會信任（參看信任供給）的獨立總理領導行政部門。
羅伯特·艾吉則認為第二項特徵過於抽象而導致難以界定，故將其刪除。

## 子類型
半總統制有兩種截然不同的子類型：總理總統制和總統議會制。

### 總理總統制
總理和內閣只對議會負責。 總統可以決定總理和內閣之人選，但只有議會可以批准和通過不信任投票罷免他們。總統總體上權力較大，有權力解散議會，但權力仍受到總理和議會的制衡。使用該類制度之國家/地區有布基納法索、佛得角、東帝汶、法國、立陶宛、馬達加斯加、馬里、蒙古、尼日爾、波蘭（事實上，根據其憲法是議會制國家）、葡萄牙、羅馬尼亞、聖多美和普林西比、斯里蘭卡、烏克蘭（自2014年以來）以及1997年以前的中華民國。

### 總統議會制
總理和內閣對總統和議會雙重負責。總統決定總理和內閣之人選，並不需要獲得議會多數支持（取決於有無保留內閣／閣揆同意權）。總統可以隨時罷免總理或整個內閣，或者議會可以通過不信任投票罷免他們。這種形式的半總統制更接近於純粹的總統制。使用該類制度之國家／地區有幾內亞比紹、莫桑比克和俄羅斯；也曾出現於中華民國（1997年後）、烏克蘭（1991年至2014年）、格魯吉亞（2004年至2013年）、第四和第五共和國時期的韓國以及魏瑪共和國時期的德國。

## 共治
在半總統制中，總統和總理有時可能來自不同的政黨。 這就是所謂的“共治”，這個詞是在1980年代這種情況首次出現後起源於法國。 共治可以創造一個有效的制衡系統，也可以創造一段痛苦和緊張的阻撓期，這取決於兩位領導人的態度、他們自己／他們所在政黨的意識形態以及他們支持者的要求。

## 權力分配
總統和總理之間的權力分配因國家而異。
以法國為例，在共治的情況下，總統負責外交政策和國防政策（這些通常被稱為「les prérogatives présidentielles」，意即「總統特權」），總理負責國內政策和經濟政策。在這種情況下，總理和總統之間的職責分工並沒有在憲法中明確規定，而是根據由憲法原則發展而來的憲政慣例—總理由總統任命（必須伴隨來自議會多數之同意）和免職。另一方面，當總統和總理代表同一政黨領導內閣時，他們往往會通過總理對所有政策領域實施事實上的控制；但是，由總統決定留給這位總理多少自主權。
在大多情況下，共治是由總統和總理並非同時當選或任期相同的制度所造成。例如，在1981年，法國選舉了社會黨總統和立法機構，並產生了社會黨總理。但是，雖然總統的任期為七年，但國民議會的任期只有五年。在1986年的議會選舉中，當法國人民選出中間偏右的議會時，社會黨總統弗朗索瓦·密特朗被迫與右翼總理雅克·希拉克共治。
然而，2000年法國憲法修正案將法國總統的任期縮短為五年，這大大降低了共治的可能性，因為議會和總統選舉現在可以在更短的時間內進行。

## 優點和缺點
合併總統制和議會制共和國的要素可以帶來某些有利因素； 然而，它也帶來了缺點，通常與混合權限模式產生的混亂有關。
優點
- 總統擁有較多行政權，亦可以解散議會，但仍受到總理領導的內閣和議會制約。
- 議會有權罷免不受歡迎的總理，內閣更替不會影響總統的固定任期，行政可以保持穩定。
- 在大多數半總統制中，官僚機構的重要部分被從總統手中奪走，從而在日常政府運作及其問題與國家元首分開的地方創造了額外的制衡機制。
- 擁有需要贏得議會信任的獨立政府首腦被視為更符合國家的政治和經濟發展。由於政府首腦是從議會中選舉產生的，因此不太可能出現政治僵局，因為議會有權在必要時罷免政府首腦。
- 總統和總理領導的內閣分別代表不同的民意，而總理和內閣由議會授權，但總統通過民意授權可以凌駕同樣代表民意的議會，形成權力制衡。

缺點
- 容易形成權力鬥爭，特別是同樣擁有行政權的總統和總理之間，尤其是當總統和總理是屬於不同黨派之間。
- 容易形成內閣和國會之間的爭權，由於總統大多任命同黨人士擔任總理，因此當執政黨未能在國會取得多數優勢時，便易因執政黨與在野黨之間的對立而造成政治僵局。實例如第16任中華民國總統賴清德（民主進步黨籍）任命同黨的卓榮泰為行政院院長（該國總理的職銜[註 1]），但該屆民選國會（第11屆立法院）由在野的中國國民黨和台灣民眾黨取得絕對多數，執政黨處於議席劣勢，而造成行政院和立法院之間的一系列矛盾，如2024年立法院職權修法爭議即為其一。這種缺點在採用總統議會制的國家更為明顯，因為國會失去了對於內閣人事的同意權。
- 該系統為總統提供掩護，因為不受歡迎的政策可能會歸咎於負責政府日常運作的總理，形成「總統有權無責，總理有責無權」的局面。
- 它造成了對問責制的混淆，因為對於政策的成功和失敗應該由誰負責並沒有相對清晰的認識。
- 它在立法過程中造成混亂和效率低下，因為信任投票的能力使總理對議會做出回應。

## 採行半總統制政府的共和國

### 總理總統制
總理和內閣完全對立法機關負責。
總統有權提名總理和內閣人選；但需經國會同意（憲法未必規定；可能是憲政慣例）。只有議會可以通過不信任投票將他們免職。同時，雖然總統沒有直接解散總理或內閣的權力，但可以解散議會。
- 阿尔及利亚
- 布吉納法索
- 刚果民主共和国
- 东帝汶
- 埃及
- 法國[c]
- 海地
- 立陶宛
- 马达加斯加
- 蒙古国
- 尼日尔
- 波蘭（事實上；法律上是議會共和制）[d]
- 葡萄牙
- 羅馬尼亞
- 聖多美和普林西比
- 塞爾維亞（事實上；法律上是議會共和制）[e]
- 斯里蘭卡
- 乌克兰
- 中華民國 (1948–1997)（事實上；憲法本文為修正式議會共和制）[a]

### 總統議會制
總理和內閣對總統和立法機關雙重負責。
總統在沒有議會信任投票的情況下決定總理人選。 為了罷免總理或整個內閣，總統可以罷免他們，或者議會可以通過不信任投票罷免他們。 總統還有權解散議會。臺籍法學學者、曾任司法院大法官的湯德宗認為此類應屬「修正式總統制」，非半總統制亦非內閣制。
- 中華民國（根據憲法增修條文）[b]
- 刚果共和国
- 毛里塔尼亚
- 莫桑比克
- 纳米比亚
- 巴勒斯坦
- 秘魯[f]
- 俄羅斯
- 乌克兰 (1991–1995)[32]

### 前半總統制共和國
- 亞美尼亞 (1991–1998, 2013–2018)[33]
- (1990–2000)
- 古巴 (1940–1976)
- 芬兰 (1919–2000)
- (2004–2018)
- 德国(1919–1933)
- 希腊 (1973–1974)[34]
- (1991–1995)
- (2007–2013)[g]
- 摩尔多瓦 (1990–2001)
- 巴基斯坦 (1985–1997, 2003-2010)
- 菲律賓 (1978–1986)[35]
- 俄罗斯苏维埃联邦社会主义共和国 (1991)[36]
- 苏联 (1990–1991)[37]
- (1972–1988)[38]
- 突尼西亞 (2014–2022)
- 叙利亚复兴党政权 (2000–2024)

## 案例描述

### 魏瑪共和國
第一個採行半總統制之國家，是德國的威瑪共和，但當時仍視為議會制的改良，參照第三共和。依據威瑪憲法，總統为兩輪投票制直接選舉產生，居於行政權與立法權之上，可以隨時行使解散議會的權力，無需经议会同意自由任免總理；於必要時甚至可以依照憲法調動軍隊以及在緊急狀態下作出相關處置，因此總統實際上掌握最高行政權力，故阿道夫·希特勒被總統保羅·馮·興登堡任命為總理後，仍非最高領導人，需受總統的制約，直至興登堡去世後方取而代之，並把總統及總理合併為「元首」。由於威瑪共和的憲法中刻意將總統設計為對抗「議會絕對主義」(Parlamentsabsolutismus)的角色，行政權力在平常時期由總理所掌握，而在非常時期則由總統來領導。因為國會缺乏多穩定的多數黨來制衡行政，導致總統能以威瑪憲法第 48 條和解散國會的權力凌駕國會，成為領導政府的角色。

### 中華民國
《中華民國憲法》本文規定應由國民大會間接選舉總統，對外代表國家。行政權屬於行政院院長，由總統提名任命，並徵得立法院同意。
但第四次修憲，增修了以下內容：
第3條第1項規定：「行政院院長由總統任命之。行政院院長辭職或出缺時，在總統未任命行政院院長前，由行政院副院長暫行代理。憲法第五十五條之規定，停止適用。」，將立法院對行政院院長任命的確認，以傳統的不信任投票取代原有的同意權。惟除經立法院以通過不信任案迫其辭職，或經其主動辭職外；憲法未明文授權總統得主動免職行政院院長，實務上多由行政院院長自提請辭。此外，每當新任總統就職，雖憲法並未規定前總統所任命的行政院院長應辭職，但慣例上為表示尊重，行政院院長仍會率領內閣總辭，由新院長接任。另外，由於《中華民國憲法增修條文》之序言即指明其立法目的為「因應國家統一前之需要」，因此，一旦中華民國政府恢復對大陸地區的統治權，即達成所謂的「國家統一」，則《中華民國憲法增修條文》將失其效力。換言之，《中華民國憲法增修條文》的日落條款，定於中華民國恢復大陸地區主權之日，是一個假設性的時間。

### 法國
1958年夏爾·戴高樂再度主政後，其建立的第五共和有鑑於第三共和及第四共和议会制時期的失敗教训，國會經常行使倒閣權，造成政局不穩定之經驗，於是新憲法增強了總統的行政權，並有制衡國會的權限，包括國會行使倒閣权后，總統需解散內閣但總統亦有解散國會的权力。
法國總統擁有行政权，並有任免總理的权力，但國會仍有效制衡總統，法國的政局仍維持穩定。在歷史的因素下，也成為了法國的選擇，惟總統的行政權力仍構成爭議，特別是法國總統擁有解散國會的權力。法國曾出現三次「左右共治」的局面（總統及總理），但一般而言，總統相較於總理擁有較大的權力。總統負責國防和外交，而總理掌握內閣的領導權，並掌管內政和經濟。
法國自1965年起，總統選舉為两轮选举制，在第一輪投票中得到過半數選票的候選人可當選為總統，如果沒有候選人在第一輪投票中得到過半票數，則第一輪投票中得票最多的兩名候選人可以進入第二輪投票，第二輪投票中得票較多的候選人則當選為總統。自總統直選實行以來，從未有總統候選人可在第一輪投票中勝出。
总统是国家元首，还有任命总理，主持内阁会议，颁布法律並簽署行政命令的权力，同时也是国家军队的最高統帥。當總統所屬的執政黨議員在國民議會人數過半，總統所委任的總理就是總統所屬政黨，變成由總統主政。相反，在野黨在國會過半的話，那麼總統就會任命在野黨所推舉的人為總理，由在野黨主政，但總統享有部分國防及外交的權力。在政治學裡，稱為換軌（或稱“左右共治”），是名副其實的雙首長制。
法國憲法沒有規定「總統任命總理必須經國民議會同意」。但總理只能由國民議會通過「不信任投票」罷免；或是自己請辭。所以在過去的憲政慣例中；總統任命總理前必須先諮詢國民議會；如總統所屬政黨在國民議會中沒有多數席位；則可能被迫選擇反對黨領袖擔任總理；即前文所提之「左右共治」。總統也可以每年一次解散國會。不過，自2022年國會選舉以來，總統所屬的執政黨失去多數，亦無政黨聯盟取得單獨過半席次，總統並無任命在野黨成員成為總理，而是一直維持少數政府至今。
在大多情況下，共治是由總統和總理並非同時當選或任期相同的制度所造成。例如，在1981年，法國選舉了社會黨總統和立法機構，並產生了社會黨總理。但是，雖然總統的任期為七年，但國民議會的任期只有五年。在1986年的議會選舉中，當法國人民選出中間偏右的議會時，社會黨總統弗朗索瓦·密特朗被迫與右翼總理雅克·希拉克共治。
然而，2000年法國憲法修正案將法國總統的任期縮短為五年，這大大降低了共治的可能性，因為議會和總統選舉現在可以在更短的時間內進行。
国会可以通过不信任案，或者拒绝政府的施政纲领而迫使政府向总统提出集体辞职。依照各種半總統制國家的政治慣例，通常是由總統主理國防與外交，对全民负责；總理主理內政，对国会负责。

## 與總統制及內閣制的比較和運作
半總統制之下，總統與國會權力完全分離，因此執政者必須在行政、立法兩者相互兼顧，得著重總統與國會多數黨的互動關係，並大致有三種可能：
1. 當總統和國會的多數黨屬於同一政黨時，總統成為國家的權力中心，內閣與國會的運作均由總統操控。此時政治運作順利，內閣有總統主動協調，不會提出在國會不能通過的法案；相對的，國會對於內閣提出的法案，在總統的斡旋下，不會否決內閣提出的法案。
2. 當總統和國會的多數黨屬於不同政黨時，總統選擇任命國會多數黨的人選為閣揆，在政治運作上會稍微緊張，總統無法全面介入內閣與國會間的運作，不過內閣為國會多數黨所同意之人選，因此內閣不會提出在國會不能通過的法案；相對的，國會對於內閣提出的法案也不會否決。在法國的經驗是，總統不主動介入此種情形的內閣與國會間的運作，不過內閣亦會尊重總統，將一些權力給予總統行使，在各國政府的慣例裏，通常總統親自享有國防與外交方面的權力。
3. 當總統和國會的多數黨屬於不同政黨時，若總統選擇同黨或其他非國會多數黨的人選為閣揆，在政治運作上將非常緊張，國會多數黨與內閣及總統對立，內閣對國會提出的法案，會受到國會多數黨的不信任案或者嚴重牽制，迫使內閣與總統對國會多數黨妥協。在一些半總統制國家，總統會透過行使主動的解散權，嘗試化解此種僵局；但在一些沒有主動解散國會的半總統制國家，會造成相當嚴重的憲政問題。

半總統制與總統制有以下幾個相似特徵：
1. 總統擁有相當程度的行政權，在一些實際運作上，甚至超越總統制的總統。
2. 因總統有固定任期，政局較穩定。
3. 總統與議會均由人民分別直接選舉產生。

但半總統制同時又具備議會制以下幾個特點：
1. 總理領導的內閣向國會負責。
2. 國會能對內閣表示不信任。
3. 可能不固定的國會議員任期，閣員亦可能兼任國會議員。

從某種意義上說，半總統制下總統的權力比總統制下總統的權力要大，因為半總統制國家的總統擁有解散國會、提議舉行公民投票等權力，甚至可以在國家實施緊急狀態時行使非常權力，而總統制下的總統一般不具備上述權利（如美國總統不能隨時解散國會）。因此半總統制國家的三權分立上，實質上總統仍掌握最高行政權力，總統凌駕於行政、立法、司法三權之上，可能會造成憲政危機。此外，在半總統制下，因總統任命的總理代表總統向國會負責，導致常出現「總統有權無責」和「總理有責無權」的局面，總理需要代表總統承擔主要的政治責任。

## 中華人民共和國
中華人民共和國有學者認為該國在中國共產黨領導下實行的是“實際運行中黨政結合的半總統制”。
中華人民共和國主席有提名國務院總理的權力，國務院總理向全國人民代表大會負責，不向國家主席負責，而國家主席也沒有行政權，只是禮儀性的虛位元首。
但在中华人民共和国政治中，掌握實際權力的是中共中央總書記和中共中央軍委主席，而不是國家主席，本質上屬於黨國體制。

## 历史上实行半总统制的主权国家
- 亞美尼亞 (1991–1998, 2013–2018)[44]
- 古巴共和國 (1940-1952)
- (1990-2000)
- 芬兰 (1919-2000)
- (2004-2018)
- 魏瑪共和國 (1919-1933)
- 东德（1949年-1960年）
- 西班牙第二共和国
- 南斯拉夫联盟共和国
- 塞爾維亞與蒙特內哥羅

- 摩尔多瓦 (1990-2001)
- 巴基斯坦 (1999-2001)
- 菲律賓 (1981-1986)[45]
- 俄羅斯 (1991)[46]
- 苏联 (1990–1991)[47]

## 備註
1. ↑  《中華民國憲法》第53條規定：「行政院為國家最高行政機關。」及同法第54條規定：「行政院設院長、副院長各一人，各部會首長若干人，及不管部會之政務委員若干人。」又《行政院組織法》第10條第1項規定：「行政院院長綜理院務，並指揮監督所屬機關及人員。」由上可知，行政院掌管國家行政權，而院長依法處理院務，並指揮、監督各級中央行政機關及所屬人員。因此，行政院院長為中華民國最高行政首長，其職能事實上等同於他國之總理。

## 外部連結
- 法國的行政決策機關─半總統制（页面存档备份，存于）
- 民視專訪 賴清德主張「完整雙首長制」－民視新聞（页面存档备份，存于）
- 推倒高牆　賴清德：要從憲政改革開始，民進黨也要超越藍綠 - 三立新聞台（页面存档备份，存于）